# Wacław Milczek
Wacław Milczek w komedii Zemsta Aleksandra Fredry jest synem Rejenta Milczka, zakochanym w Klarze, bratanicy największego wroga swojego ojca. Jego postać, tak jak postać Klary, pozostaje w cieniu postaci Cześnika i Rejenta. Wacław był młodzieńcem doświadczonym w miłości, uległ jednak zakazanemu urokowi Klary.
Pierwowzorem postaci Wacława był Mikołaj Firlej, jeden z przedstawicieli rodziny Firlejów herbu Lewart, syn wojewody lubelskiego Piotra Firleja i Jadwigi Włodek. W Zemście Aleksander Fredro uczynił go jednak synem Rejenta Milczka.
W filmie z 1956 r. rolę Wacława grał Ryszard Barycz, natomiast w ekranizacji „Zemsty" z 2002 r., w reżyserii Andrzeja Wajdy, zagrał go Rafał Królikowski.
Wacław podczas studiów w Warszawie udając księcia Rodosława rozkochał w sobie Podstolinę. Lecz po powrocie zawrócił w głowie Klarze.